# Dorothy Cameron Disney
Pour les articles homonymes, voir Disney.
Dorothy Cameron Disney, née en 1903 sur un territoire indien qui deviendra l'actuel Oklahoma et décédée le 15 avril 1992 à Guilford, Connecticut, est une écrivaine américaine, auteure de roman policier.

## Biographie
Fille d’un fonctionnaire fédéral chargé du morcellement et de la répartition du territoire, elle étudie dans un collège de New York. Elle exerce ensuite divers petits métiers : sténographe, rédactrice dans une agence de publicité, hôtesse de boîte de nuit. Elle fait également de la figuration dans quelques films. Mariée à  Milton MacKaye, elle publie avec lui des biographies de la milliardaire Peggy Guggenheim et de la romancière Mary Roberts Rinehart, fondatrice du sous-genre policier du Si J’Avais Su (en anglais : Had I but Know).
En 1929, elle amorce sa carrière littéraire par la publication de courts textes de fiction dans des magazines. Entre 1936 et 1949, elle publie neuf romans policiers qui sont autant de romans du Si J’Avais Su, dont elle tire toutefois l'atmosphère vers le thriller psychologique plus que vers la romance mièvre. Ainsi ses intrigues, ayant presque toujours une héroïne comme narratrice, se trouvent habilement conçues pour lancer le lecteur sur de fausses pistes avant de faire éclater la vérité dans les dernières pages dans un crescendo d’angoisse et de violence.
Dans Le Crime du spider(1936), le mystère plane sur le sort d’une vieille châtelaine avare qui disparaît lors d’un voyage à l’étranger, alors que sa vaste demeure est hantée par la mort et la violence. Dans Pas d’orchidées pour Jenny (1942), où la narration est exceptionnellement confiée à un homme, des amis, qui se connaissent depuis l’adolescence, se retrouvent comme chaque année dans une station balnéaire du Connecticut. Mais cette réunion-là tourne au vinaigre quand est découvert le cadavre de Jenny Iverson, une femme d’affaires qui a fait fortune dans les produits de beauté. À partir de ce moment, et contrairement à un whodunit classique, le roman s’intéresse moins à démasquer le coupable qu’à relater le choc que ce meurtre cause parmi les amis de longue date qui entretenaient tous quelques contentieux avec la victime.
Après 1949, exception faite d’un essai sur le mariage, Dorothy Cameron Disney cesse d’écrire pour se consacrer à sa fonction de rédactrice en chef du magazine féminin Ladies Home Journal.

## Œuvre

### Romans
- Death in the Bach Seat (1936) Publié en français sous le titre Le Crime du spider, Paris, Nouvelle Revue Critique, L’Empreinte no 135, 1938
- The Golden Swan Murder (1939) Publié en français sous le titre Le Crime du cygne d’or, Paris, Éditions Maréchal, coll. Le Sphinx no 24, 1939
- Strawstack (1939) Publié en français sous le titre La meule est en feu!, Paris, Albin Michel, Le Limier no 48, 1953
- The Balcony (1940)
- Thirty Days Hath September (1942), en collaboration avec George Sessions Perry Publié en français sous le titre Des orchidées pour Jenny, Genève, Ditis, Détective-club Suisse no 70, 1951 ; réédition, Paris, Ditis, Détective-club France no 39, 1951 ; réédition,  Paris, Librairie des Champs-Élysées, Le Masque no 1961, 1989
- Crimson Friday (1943) Publié en français sous le titre Vendredi rouge, Paris, Éditions La Table ronde, coll. Les Romans policiers, 1946
- The Seventeenth Letter (1945) Publié en français sous le titre La Dix-septième Lettre, Paris, Éditions Amiot-Dumont, coll. L’as de pique no 8, 1949 ; réédition, Paris, NéO, coll. Le Miroir obscur no 101, 1985
- Explosion (1948) Publié en français sous le titre Explosion, Paris, Nicholson & Watson, coll. « La Tour de Londres » no 22, 1948
- The Hangman’s Tree (1949) Publié en français sous le titre Carnaval, Genève, Ditis, Détective-club Suisse no 58, 1950 ; réédition, Paris, Ditis, Détective-club France no 27, 1950 ; réédition,  Paris, Librairie des Champs-Élysées, Le Masque  no 1937, 1988

### Autres publications
- Guggenheim (1927), en collaboration avec Milton McKaye
- Mary Roberts Rinehart (1948), en collaboration avec Milton McKaye
- Can This Marriage Be Saved? (1960), en collaboration avec Paul Popencoe

### Sources
- Jacques Baudou et Jean-Jacques Schleret, Les Métamorphoses de la chouette : Détective-club, vol. 1, Paris, Futuropolis, 1986 (ISBN 978-2-737-65488-6), p. 61-64
- Claude Mesplède, Dictionnaire des littératures policières, vol. 1 : A - I, Nantes, Joseph K, coll. « Temps noir », 2007, 1054 p. (ISBN 978-2-910-68644-4, OCLC 315873251), p. 600-601.